# Júdeai-sivatag
A Júdeai-sivatag (héber: מִדְבַּר יְהוּדָה arabul: صحراء يهودا) száraz, kietlen régió Palesztinában, Ciszjordánia és Izrael területén. 
Nyugaton É-D-i irányban Jeruzsálem, illetve a középső (Júdeai-) hegyvidék határolja, míg keleten a Holt-tenger, a Szír–Jordán-árok határolja. Jeruzsálem-től alig pár km-re keletre - Betániát elhagyva - már a félsivatag rideg világa bontakozik ki.

## Földrajz
A terület észak-déli irányban kb. 85 km hosszú és kb. 25 km széles. 
Délen a Negev-sivatagba megy át. Míg a júdeai-sivatag egy esőszegény, száraz hegyoldal, addig a Negev valódi száraz sivatag. A két terület között képzeletbeli határt húzhatunk Arad városától kelet-nyugati irányban. 
Felszínének magassága nyugatról kelet felé haladva folyamatosan csökken. A többnyire hegyvidékes-dombos területen számos nyugat-kelet irányú vádi húzódik, amelyek közül sok a több száz méter mélységet is eléri. Jeruzsálem tengerszint feletti magassága 600-800 méter, a sivatag keleti részéé átlagosan 150-200 méter, míg Jerikó a Szír–Jordán-árokban már a tengerszint alatt fekszik 200 méterrel.

## Éghajlat
A terület éghajlata: 
- A nyugati határszélén mediterrán hegyvidéki, ahol az évi átlagos csapadék 300-500 mm
- Középső részén félsivatagi.
- A keleti részén sivatagi. Itt kb. 50 mm csapadék hull évente.

## Települések
Főbb városok: 
- A nyugati határszélén Jeruzsálem, Betlehem, Gus Ecion (Gush Etzion) és Hebron
- ÉK-en a Jordán folyó közelében Jerikó.

A sivatagban többfelé vannak oázis-települések, ilyen pl. Én-Gedi (Ein Gedi) a Holt-tenger nyugati partján, továbbá Jerikó, Gilgál stb.

## A Szentírás
A terület a Bibliából ismert még Júda/Júdea pusztája, pusztasága (יְשִׁימוֹן) néven is.
A fiatal Dávid itt bujdosott Saul üldözése elől.
Jézus a Júdeai-sivatagban 40 napig böjtölt, mielőtt megkezdte tanítói működését. Hosszú böjtje után – a hagyomány alapján – a Jerikó melletti Dzsebel Karantal (Jabal al-Qarantal) hegynél kísértette meg Sátán. Ennek emlékére a hegy oldalában ma a görög ortodox Megkísértés kolostora (Deir al-Qarantal) áll.
A Holt-tenger ÉNy-i partjának közelében találták meg a híres Kumráni tekercseket.

## Szerzetesség

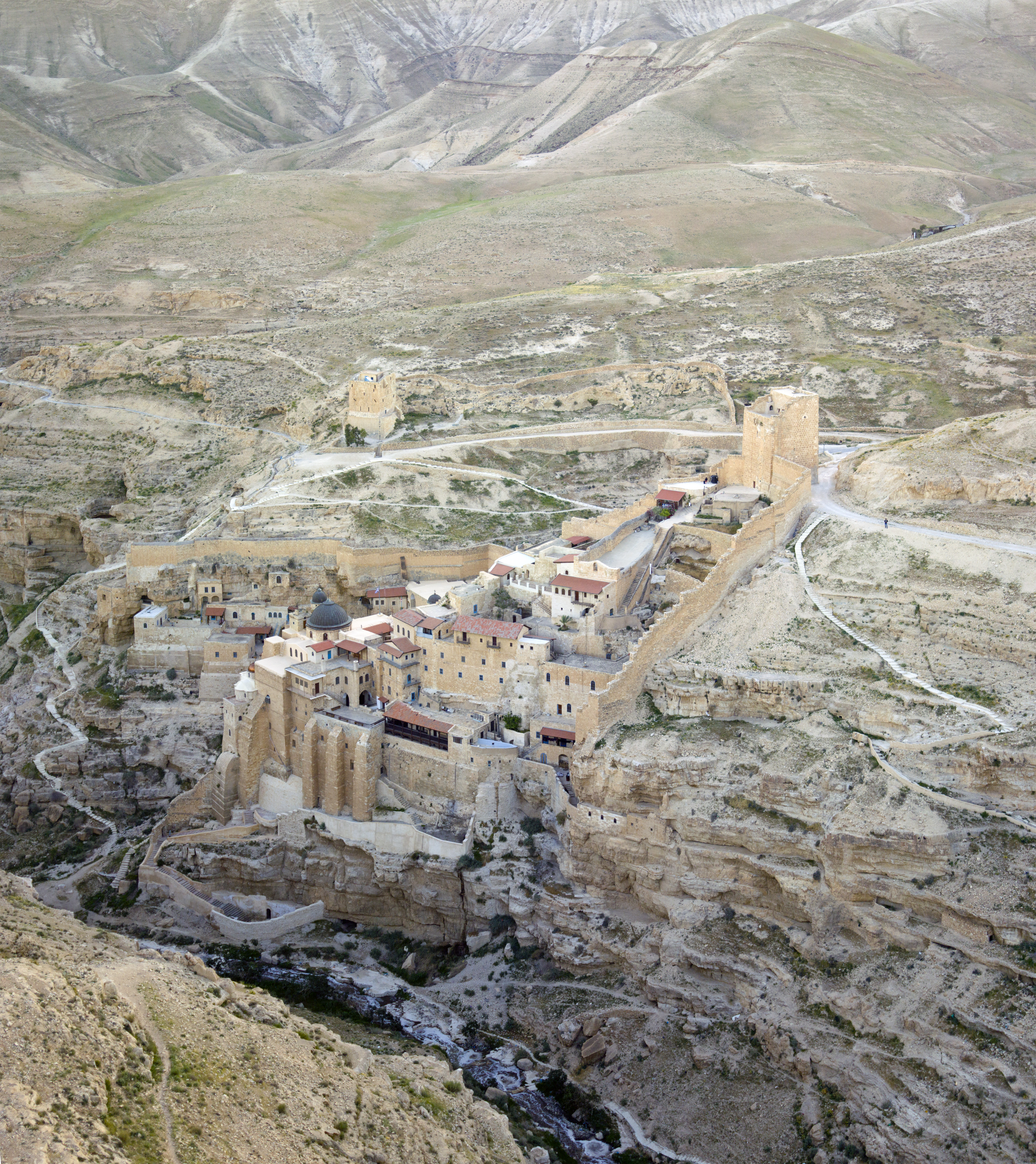
A Szent Szabbász alapította kolostor, Mar Szaba, Jeruzsálemtől keletre a Kidron aszóvölgye mellett

A sivatagban a bizánci korból való keresztény kolostorokat is találunk. A szerzetesi élet virágzott már itt Jézus idejében az esszénusok között, majd Nagy Konstantin idejétől az arab invázióig. Egyesek szerzetes közösségben éltek, mások barlangokban a remeteéletet választották. Híres szerzetesek voltak: Szent Khariton (?–350 k.), Nagy Szent Euthümiosz (377–473), Szabbai Szent Szabbász (439–532), Cönobiarkha Szent Theodósziosz (424–529). Mindegyikük saját kolostort alapított. Ma is élnek itt szerzetesek és remeték a világtól elvonultan.

## Fordítás
- Ez a szócikk részben vagy egészben  a   Judaean Desert című angol Wikipédia-szócikk fordításán alapul.  Az eredeti cikk szerkesztőit annak laptörténete sorolja fel. Ez a jelzés csupán a megfogalmazás eredetét és a szerzői jogokat jelzi, nem szolgál a cikkben szereplő információk forrásmegjelöléseként.
- Ez a szócikk részben vagy egészben  a(z)   מדבר_יהודה című héber Wikipédia-szócikk fordításán alapul.  Az eredeti cikk szerkesztőit annak laptörténete sorolja fel. Ez a jelzés csupán a megfogalmazás eredetét és a szerzői jogokat jelzi, nem szolgál a cikkben szereplő információk forrásmegjelöléseként.